# Syngonanthus spongiosus
Syngonanthus spongiosus là một loài thực vật có hoa trong họ Eriocaulaceae. Loài này được Hensold miêu tả khoa học đầu tiên năm 1991.